# رودنیک (سرزمین آلتای)
رودنیک (به لاتین: Rudnik) یک منطقهٔ مسکونی در روسیه است که در سرزمین آلتای واقع شده‌است.